# Ernst Heinrich Pfeilschmidt
Ernst Heinrich Pfeilschmidt (* 20. Oktober 1809 in Großenhain; † 10. März 1894 in Dresden) war ein theologisch und politisch liberaler Pfarrer (Archidiakon) an der Annenkirche Dresden. Bekannt wurde er auch als Lyriker. In Gespräch und Briefwechsel mit Ernst Rietschel nahm er Einfluss auf dessen Wormser Lutherdenkmal.
Pfeilschmidt starb 1894 in Dresden und wurde auf dem Alten Annenfriedhof beigesetzt.

## Werke (Auswahl)
- Luther in Coburg, Verlag Türk, 1853[2]
- Vor dreihundert Jahren: Blätter der Erinnerung an Churf. Moritz von Sachsen u. den Freiheitskampf des protestantischen Deutschland gegen das Religionsedikt Kaiser Karl's V v. 15 Mai 1548, Verlag	Wold. Türk, 1852
- Geschichte des Doms zu Köln für gebildete Freunde der Kirche, des Vaterlandes und der Kunst, Verlag Kersten, Leipzig 1842, Digitalisat
- Klänge des Herzens an v. Rotteck's Grabe, Verlag	Grimmer, 1840
- Die Johanneskirche und Johannesgemeinde in Dresden bis mit Ablauf des zweiten Jahres seit der Wahl ihre Kirchenvorstands am 30. Mai 1877, Veröffentlicht 1879